# Miyuki Sawashiro
Miyuki Sawashiro (沢城 みゆき Sawashiro Miyuki?,  Prefectura de Nagano, Japón, 2 de junio de 1985) es una actriz y seiyū japonesa, actualmente afiliada a Aoni Production. Es conocida principalmente por sus papeles de Kaiser de Emperana Beelzebub IV en Beelzebub, Shino Asada/Sinon en Sword Art Online, Kurapika en Hunter × Hunter de 2011, Puchiko en Di Gi Charat, Celty Sturluson en Durarara!!, Twilight/Towa Akagi/Cure Scarlet en Go! Princess PreCure, Suruga Kanbaru en Bakemonogatari, Haruka Nanami en Uta no Prince-sama, Fujiko Mine en entregas posteriores de Lupin III, Daki en Kimetsu no Yaiba, entre otros. También interpretó a Jolyne Cujoh en los videojuegos de JoJo's Bizarre Adventure, Raiden Mei y Dr. MEI en Honkai Impact 3rd y a Raiden Shogun en Genshin Impact. Es hermana mayor del también actor de voz Chiharu Sawashiro.
Ha sido condecorada junto con su colega Kana Hanazawa, con el premio "Mejor actriz de reparto" en la novena edición de los Seiyū Awards por sus roles en Sword Art Online II y Gekkan Shōjo Nozaki-kun. La revista Famitsū de la distribuidora Enterbrain lo ha premiado como la mejor voz femenina en videojuegos, condecoración otorgada con respecto a los títulos lanzados entre el 1 de enero y el 31 de diciembre de 2015.

## Biografía
Sawashiro nació el 2 de junio de 1985, en la prefectura de Nagano, pero se crio en Tokio. Tiene un hermano menor llamado Chiharu que también es seiyū.
Comenzó a interesarse por la actuación cuando interpretó el papel de una bruja en un festival artístico de una escuela primaria. Además, dijo que la razón por la que se interesó en la actuación de voz fue que vio el anime Rurouni Kenshin junto con un compañero de clase que estaba obsesionado con él. 
Participó en audiciones de actor de voz para Di Gi Charat el 2 de mayo de 1999 (por invitación de un amigo), y ganó el Premio Especial del Jurado. Durante su tiempo en la escuela secundaria, se quedó en Pensilvania, donde participó en un programa de alojamiento familiar para aprender inglés. Se toma tiempo libre para practicar inglés cuando no está ocupada con el trabajo de actuación de voz. 
Prestó su voz a Puchiko en el lanzamiento doblado al inglés de Leave it to Piyoko, lo que la convirtió en la primera y una de las pocas actrices de doblaje japonesas en haber repetido un papel en inglés además de la interpretación japonesa original. No pudo grabar para el doblaje en inglés de la serie de televisión Di Gi Charat debido a un conflicto de programación.
Estuvo afiliada a Mausu Promotion desde el comienzo de su carrera como actriz de voz hasta agosto de 2015 cuando se afilió a Aoni Production.

## Vida personal
Sawashiro anunció su matrimonio en 2014. En 2018, su compañera de doblaje Mayumi Tanaka anunció que Sawashiro había dado a luz con éxito a su primer hijo.

## Filmografía

### Anime
1999
- Shootfighter Tekken, Akemi Takaishi
- Di Gi Charat, Puchiko/Petit Charat

2000
- Di Gi Charat Summer Special , Petit Charat/Puchiko
- Di Gi Charat Christmas Special , Petit Charat/Puchiko

2001
- Di Gi Charat - A Trip to the Planet, Puchiko/Petit Charat
- Di Gi Charat Ohanami Special, Puchiko/Petit Charat
- Galaxy Angel, Mint Blancmanche, Puchiko (ep. 17), Yurippe (ep. 18)
- Di Gi Charat Natsuyasumi Special, Petit Charat
- Shiawase Sou no Okojo-san, Kojopii
- Kokoro Library, Iina, Kokoro Shindou (ep 11)

2002
- Panyo Panyo Di Gi Charat, Petit Charat/Puchiko
- Galaxy Angel Z, Mint Blancmanche, Pint
- Pita Ten, Kotarou Higuchi
- EX-Driver the Movie, Ángela Ganbino
- Princess Tutu, Lamp Spirit (ep 5)
- Galaxy Angel A, Mint Blancmanche

2003
- Leave it to Piyoko!, Puchiko
- Wolf's Rain, Alchemist C (ep 26)
- Kaleido Star, Sophie Oswald
- Di Gi Charat Nyo, Petit Charat/Puchiko (Cappuccino)
- Please Twins!, Yuuka Yashiro
- Cromartie High School, Puchiko (ep 25)
- The Galaxy Railways, Berga (Ep. 9), Rifl (Ep. 21)
- Peacemaker, Hotaru
- Aquarian Age the Movie, Reina Arcturus
- Galaxy Angel S, Mint Blancmanche

2004
- Saiyuki Gunlock, Child (ep 10)
- Keroro Gunso, Girl (ep 20)
- Legendz: Yomigaeru Ryuuou Densetsu, English A/Treasurer
- Rozen Maiden, Shinku
- Galaxy Angel X, Mint Blancmanche
- DearS, Khi
- Viewtiful Joe, Amy (Ep. 19)
- Gunbuster 2, Tycho Science
- Fighting Fantasy Girl Rescue Me: Mave-chan, Two-chan

2005
- Best Student Council , Mayura Ichikawa
- Basilisk, Hotarubi, Ogen (young)
- D.C.S.S. ~Da Capo Second Season~, Kanae Kudou
- Pani Poni Dash! , Akane Serizawa
- Full Metal Panic! The Second Raid , Xia Yu Lan
- Jigoku Shōjo , Kanako Sakuragi (ep 23)
- Solty Rei , Mii
- My-Otome , Sara Gallagher
- Rozen Maiden: Träumend, Shinku
- Mushi-Shi, Ginko (younger, ep 26), Yoki (ep 12)

2006
- Kagihime Monogatari: Eikyū Alice Rondo , Lorina Lilina (Ep 9, 13)
- Rakugo Tennyo Oyui , Tae Yanaka
- Glass Fleet , Gouda (John-Fall's subordinate), Michel (hermano) (10 años)
- Hime-sama Goyojin, Sobana Kana
- Otogi-Jushi Akazukin, Ibara-hime
- Welcome to the NHK, Yuu Kusano
- Black Blood Brothers , Cassandra Jill Warlock
- Galaxy Angel Rune , Mint Blancmanche (ep 7)
- Red Garden , Claire Forrest
- Ghost Hunt , Kuroda (eps 1-3)
- Negima!? , Nekane Springfield, Shichimi
- My-Otome Zwei , Sara Gallagher
- Rozen Maiden: Ouvertüre (2006), Shinku
- Utawarerumono , Aruru
- Winter Garden , Petit Charat/Puchiko (Cappuccino)

2007
- Strike Witches , Perrine-H. Clostermann
- Les Misérables: Shōjo Cosette , Beatrice
- Hidamari Sketch , Announcer (ep 7), Landlady
- Nodame Cantabile , Female student B (ep 3), Shinichi Chiaki (joven)
- Heroic Age , Rekti Rekuu
- Kishin Taisen Gigantic Formula , Kana Kamishiro
- Bakugan Battle Brawlers , Chan, Kako
- Kamichama Karin , Kazune Kujyou
- Sky Girls , Yuuki Sakurano
- Sayonara Zetsubō Sensei , Maria Tarō Sekiutsu
- Blue Drop: Tenshi-tachi no Gikyoku , Hagino Senkōji
- Suteki Tantei Labyrinth , Mayuki Hyūga
- Dragonaut -The Resonance- , Akira Souya, Laura
- Goshūshō-sama Ninomiya-kun , Reika Hōjō
- Shugo Chara! , Yoru, Shōta (ep 34), X-Chara/X-Egg, X-Diamond/Impurified Diamond, Yū Nikaidō (joven), Ikuto Tsukiyomi (joven)
- Hidamari Sketch , Landlady
- Appleseed: Ex Machina , Hitomi

2008
- Zoku Sayonara Zetsubō Sensei, Maria Tarō Sekiutsu
- Persona: Trinity Soul , Jun Kanzato, Yuki Kanzato (ep 20), Ryō Kanzato (niño) (ep 15)
- Kure-nai , Shinkurō Kurenai
- Wagaya no Oinarisama. , Zashiko Warashiko (ep 12)
- Glass Maiden , Kirie
- Library War , Asako Shibasaki
- Chiko, Heiress of the Phantom Thief , Nozomi Kayama
- Hidamari Sketch × 365 , Landlady
- Strike Witches , Perrine-H. Clostermann
- Antique Bakery , Kidnapped Child (ep 11)
- Natsume Yūjin-Chō , Jun Sasada, estudiante de secundaria femenina (ep 10), pariente mujer (ep 1)
- World Destruction: Sekai Bokumetsu no Rokunin , Maaya (ep 7)
- Eve no Jikan , Chie
- Hakushaku to Yōsei , Jimmy (ep 8-12)
- Yozakura Quartet , Kotoha Isone
- Linebarrels of Iron , Satoru Yamashita
- Kannagi: Crazy Shrine Maidens , Tsugumi Aoba, Jin Mikuriya (joven)
- Shugo Chara!! Doki— , Yoru, Nazotama
- Nodame Cantabile: Paris , Chiaki Shinichi (infancia)
- Maria Holic , Dorm Leader aka God aka Boss
- Touhou Musou Kakyou , Marisa Kirisame

2009
- CANAAN , Canaan
- Tegami Bachi , Lag Seeing
- Phantom: Requiem for the Phantom , Drei/Cal Devens
- Tears to Tiara , Lidia/Lydia
- Zoku Natsume Yūjin-Chō , Jun Sasada
- Bakemonogatari , Suruga Kanbaru
- Zan Sayonara Zetsubō Sensei , Maria Tarō Sekiutsu
- Kokoro Library: Communication Clips , Iina
- Sora No Mani Mani , Oumi Ayumi
- Kimi ni Todoke , Ayane Yano
- Fairy Tail , Ultear, Virgo, Ur
- Tatakae Shishio The Book of Bantorra , Mirepoc
- Aika Zero , E.T.A.I
- The Sacred Blacksmith , Doris

2010
- Durarara!! , Celty Sturluson
- Angel Beats! , Masami Iwasawa
- Black Rock Shooter , Yomi Takanashi (Dead Master)
- Highschool of the Dead , Saeko Busujima
- Arakawa Under The Bridge , María
- Densetsu no Yūsha no Densetsu , Calne Kaynet
- Fairy Tail , Ultear, Virgo, Ur
- Nichijō , Mai Minakami
- Shin Chan , Nanako Ohara

2011
- Mayo Chiki! , 'Kosame Samejima' (Chef)
- Beelzebub , Kaiser de Emperana Beelzebub IV
- Deadman Wonderland , Toto Sakigami (Mockingbird)
- Gosick , Cordelia Gallo
- Softenni , Leo Amachi
- Kamisama Dolls , Kuuko Karahari
- Hunter x Hunter (2011), Kurapika
- Kyoukai Senjou no Horizon, Honda Masazumi
- Fairy Tail , Ultear, Virgo, Ur
- Inazuma Eleven GO: Kyuukyoku no Kizuna Gryphon, シュウ (Shuu)

2012
- Natsuiro Kiseki, Suzu (Madre de Natsumi)
- Kyoukai Senjou no Horizon II, Honda Masazumi
- Dantalian no Shoka, Dalian
- Kokoro Connect , Inaba Himeko
- Zetsuen no Tempest, Hakase Kusaribe
- Mercedes-Benz Japan , Nico
- Btooom! , Kōsuke Kira
- Psycho-Pass , Shion Karanomori
- K Project , Seri Awashima
- Medaka Box Abnormal , Kujira Kurokami/Naze Youka
- Nisemonogatari, Suruga Kanbaru
- Fairy Tail , Ultear, Virgo, Ur
- Inazuma Eleven Go Chrono Stone, シュウ (Shuu)
- Senki Zesshō Symphogear, Ryoko Sakurai / FINE

2013
- AKB0048 Next Stage, Maeda Atsuko The 13th / Acchan / Katagiri Atsuko
- Fairy Tail , Ultear, Virgo, Ur
- Maoyuu Maou Yuusha, Female Knight
- Devil Survivor 2 The Animation , Makoto Sako
- Monogatari Series Second Season, Suruga Kanbaru
- Uta no Prince-sama MAJI LOVE 2000% , Haruka Nanami
- Danganronpa: The Animation, Touko Fukawa
- Rozen Maiden: Zurückspulen, Shinku
- Stella Jogakuin Koutouka C3-bu, Sonora

2014
- Witch Craft Works, Medusa
- Noragami, Bishamon
- Fuuun Ishin Dai Shougun , Hyoukuin
- No Game No Life , Izuna Hatsuse
- Fairy Tail, Ultear, Virgo, Ur
- Gekkan Shoujo Nozaki-kun , Yuzuki Seo
- Hanamonogatari, Suruga Kanbaru
- Shingeki no Bahamut Genesis , Rita
- Parasyte the Maxim,  Kana Kirishima
- Sword Art Online: Gun Gale Online, Shino Asada/Sinon

2015
- Durarara!!x2: Celty Sturluson
- Mobile Suit Gundam: The Origin: Crowley Hamon
- Kekkai Sensen, Irin
- Gunslinger Stratos The Animation, Remy Odhner
- Go! Princess PreCure, Twilight/Towa Akagi/Cure Scarlet
- Wakako-zake, Wakako Murasaki
- Yamada-kun to 7-nin no Majo, Leona Miyamura
- Chaos Dragon, Eiha
- Kekkai Sensen, Vivian
- Uta no☆Prince-sama♪ 3, Haruka Nanami
- K Project, Seri Awashima
- Noragami Aragoto, Bishamon
- Charlotte, Sara Shane
- Owarimonogatari, Suruga Kanbaru
- Fairy Tail, Ur
- Lupin III - L'avventura italiana, Mine Fujiko
- Rokka: Braves of the Six Flowers, Adoretto (infancia)
- One-Punch Man, Mosquito Girl

2016
- Sōsei no Onmyōji, Subaru Mitejima
- ReLIFE, Kokoro Amatsu
- Occultic;Nine, Aria Kurenaino
- Watashi ga Motete Dōsunda, Shima Nishina
- Koyomimonogatari, Suruga Kanbaru
- Berserk, Slan

2017
- Kyōkai no Rinne 3, Hitomi Annette Anematsuri
- Schoolgirls Strikers Animation Channel ,  Io Yaginuma
- One Piece,  Charlotte Pudding
- Granblue Fantasy The Animation , Catalina
- Pokémon: Sol y Luna, Mayla
- Fate/Apocrypha, Aka no Saber
- Kakegurui  , Momobami Kirari
- Yokai Apartament , Akine Kuga
- The king of Fighters Destiny , Angeline
- Konbini Kareshi, Kokono Minowa
- Gabriel DropOut, Zeroel Tenma White

2018
- GeGeGe no Kitaro, Kitaro
- Wotaku ni Koi wa Muzukashii, Koyanagi Hanako
- Devils' Line, Juliana Lloyd
- Sword Art Online: Alicization, Sinon/Shino Asada

2019
- Lupin III: La mentira de Mina Fujiko, Mina Fujiko
- Kakegurui XX,  Kirari Momobami, Ririka Momobami
- Fruits Basket (2019), Kyōko Honda
- Strike Witches 501st Unit, Taking Off!, Perrine-H. Clostermann
- Granblue Fantasy The Animation Season 2, Catalina
- Azur Lane, Amagi
- Sword Art Online: Alicization - War of Underworld, Sinon/Solus/Shino Asada

2020
- Princess Connect! Re:Dive, Labyrista

2021
- Digimon Ghost Game, Gammamon
- Kimetsu no Yaiba: Yuukaku-hen, Daki
- Shinka no Mi: Shiranai Uchi ni Kachigumi Jinsei, Destra
- Shūmatsu no Valkyrie, Brunhilde
- Edens Zero, Valkyrie Yuna

2022
- Urusei Yatsura, Sakura
- Yofukashi no Uta, Kyouko Mejiro/Anko Uguisu

2023
- Shin Shinka no Mi: Shiranai Uchi ni Kachigumi Jinsei, Destra
- Shy, Tzveta

2024
- The Fable, Yōko Satō
- Girls Band Cry, Mine
- Bye Bye, Earth, Doranvi

2025
- Ameku Takao no Suiri Karte, Junko Sumida
- BanG Dream! Ave Mujica, Minami Mori
- Witch Watch, Ibara Ibu

### Películas
- Naruto Shippūden: La película, Shizuku
- Psycho-Pass: la película, Shion Karanomori
- No Game, No Life Zero, Izuna Hatsuse
- Sword Art Online: Ordinal Scale, Shino Asada/Sinon
- Rebuild of Evangelion, Sakura Suzuhara
- Psycho-Pass 3: First Inspector, Shion Karanomori

### Videojuegos
- Atelier Annie: Alchemists of Sera Island, Pepe
- Catherine ,Catherine
- Mario Series (Princess Daisy)
- Odin Sphere (2007), Velvet
- Mana Khemia: Alchemists of Al-Revis (2007), Nicole Mimi Tithel
- Persona 3 (2007), Elizabeth, Chidori
- Ar tonelico II: Melody of Metafalica (2007), Cloche Leythal Pastalia
- Tales of Innocence (2007), Sian Tenebro
- Yggdra Union: We'll Never Fight Alone (2008), Milanor
- Fatal Frame IV (2008), Misaki Asō
- The Last Remnant (2008), Hannah/Hinnah
- BlazBlue: Calamity Trigger (2008), Carl Clover
- BlazBlue: Continuum Shift (2009), Carl Clover
- Star Ocean: The Last Hope (2009), Lymle Lemuri Phi
- Street Fighter IV (home version, 2009), Cammy
- Oboro Muramasa (2009), Momohime
- Grandia Online (2009), Colta Female
- Sin and Punishment: Successor to the Sky (2009), Hibaru Yaju
- Koumajou Densetsu II: Stranger's Requiem (2010), Sakuya Izayoi
- Black Rock Shooter The Game (2011), Nana
- Elsword (2011), Chung
- Umineko no Naku Koro ni: Majo to Suiri no Rondo (2011), Dlanor A. Knox
- Tales of Xillia (2011), Milla Maxwell
- Tales of Xillia 2 (2012), Milla / Milla Maxwell
- Digimon World Re:Digitize (2012), Mirei Mikagura
- Tales of Berseria , Milla Maxwell
- Ougon Musou Kyoku CROSS (2012), Dlanor A. Knox
- JoJo's Bizarre Adventure: All Star Battle, Jolyne Cujoh
- Corpse Party , Yui Shishido
- Arcana Hearth 3 , Weiss
- Muramasa Rebirth , Momohime
- E.X. Troopers, Julie
- Hyperdimension Neptunia, Broccoli (Empezando desde Hyperdimension Neptunia Victory)
- Rozen Maiden: Wechseln Sie Welt ab, Shinku
- Zero Time Dilemma , Akane
- Street Fighter V , Cammy
- Danganronpa: Academy of Hope and High School Students of Despair, Touko Fukawa
- Metal Gear Rising: Revengeance (2013) Courtney Collins
- J-Stars Victory Vs (2014) Beel
- Chaos Rings 3 (2014) Dorothy (Thousand Voyager)[4]
- Yakuza 0 (2015) Makoto Makimura
- Honkai Impact 3rd (2017) Raiden Mei
- Azur lane Amagi, Tosa
- Magia Record, (2018) Eliza Celjska & Kanbaru Suruga (Crossover)
- Sekiro: Shadows Die Twice (2019) Kuro
- Fate/Grand Order: Artemisa, Mordred, Nightingale, Rama, Sita
- Danganronpa Another Episode: Ultra Despair Girls (Toko Fukawa)
- Genshin Impact (2020), Raiden Shogun/Raiden Ei
- Honkai: Star Rail (2023), Acheron

### Drama CD
- Gakuen Alice Drama CD released in Hana to Yume magazine, Hotaru Imai
- Ludwig Kakumei, Wilhelm
- Soul Eater, Patricia Thompson
- Kuroshitsuji, Ciel Phantomhive
- Rakka Ryūsui, Yū Gojyō
- Kisu Yori mo Hayaku, Teppei Kaji
- Hetalia: Axis Powers drama CD volume 2, Austria (joven)
- Hibi Chōchō, Aya Shimizu

### Doblaje japonés
- El rey león (2019) - voz de Shenzi
- ER (Teresa Ruiz (season 7), Frederika Meehan (season 10))
- Gangs of New York (Amsterdam Vallon (niño))
- Harry Potter and the Goblet of Fire (Classmate)
- Ice Princess (Gen Harwood)
- My Little Pony: Friendship is Magic (Twilight Sparkle)

## Música
- Interpretó el cuarto ending del ONA Koyomimonogatari ambivalent world.[5] Este tema también fue el tercer opening de la serie Bakemonogatari.[6]
- Cantó The Last Day of My Adolescence (花物語」劇伴音楽集其ノ壹), ending de Hanamonogatari. En la versión DVD y BluRay de la serie fue utilizado como opening.[7]

### Sword Art Online
- En su rol como Sinon participó en el character song "Blazing Bullet" junto a Yoshitsugu Matsuoka.
- Interpretó el character song titulado "Relief Bullet" en su rol también como Sinon.
- "Break Beat Bark", canción del personaje de Sinon junto a Lizbeth (CV. Ayahi Takagaki) para la película de Sword Art Online: Ordinal Scale.